# Villar de Chinchilla
Villar de Chinchilla es una pedanía española perteneciente al municipio de Chinchilla de Montearagón, en la provincia de Albacete, dentro de la comunidad autónoma de Castilla-La Mancha.

## Geografía

### Situación
Se encuentra a 34 km de Albacete junto a la autovía de Alicante (A-31).

### Clima
Situada a  880 m s. n. m. tiene un clima mediterráneo continentalizado, con temperaturas extremas tanto en invierno como en verano.

### Paisaje
Destaca su paisaje típico de La Mancha, donde podremos encontrar la carrasca, árbol típico de la zona y animales como liebres, conejos, perdices, etc. 

## Economía

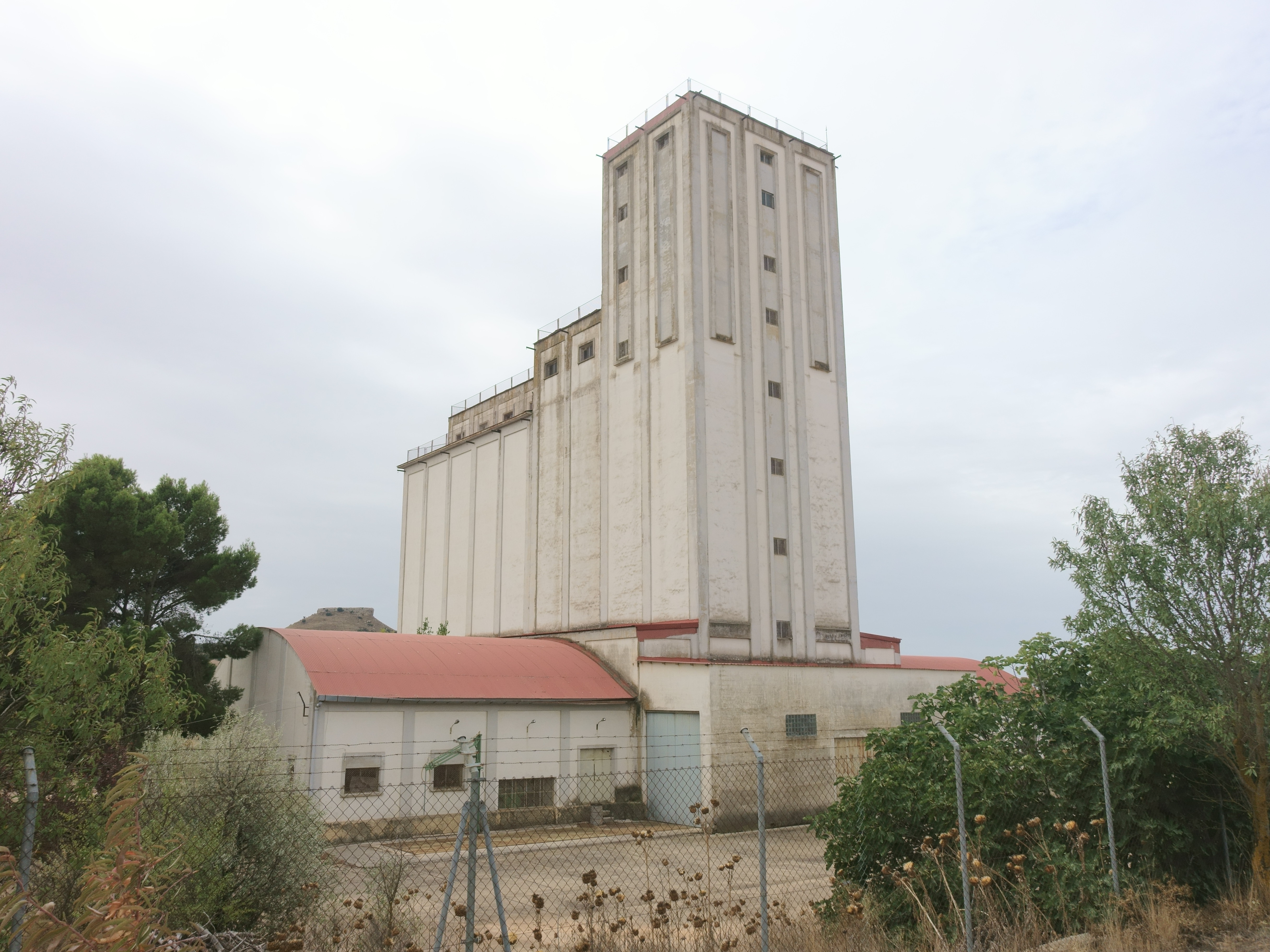
Antiguo silo de cereales

Su economía se basa en la agricultura, predominantemente el cultivo de secano (cereales) y la viña.
Sus viñedos pertenecen a la Denominación de Origen Almansa.
En la ganadería, destaca el pastoreo de ovejas, siendo tierra de excelentes carnes.

## Fiestas

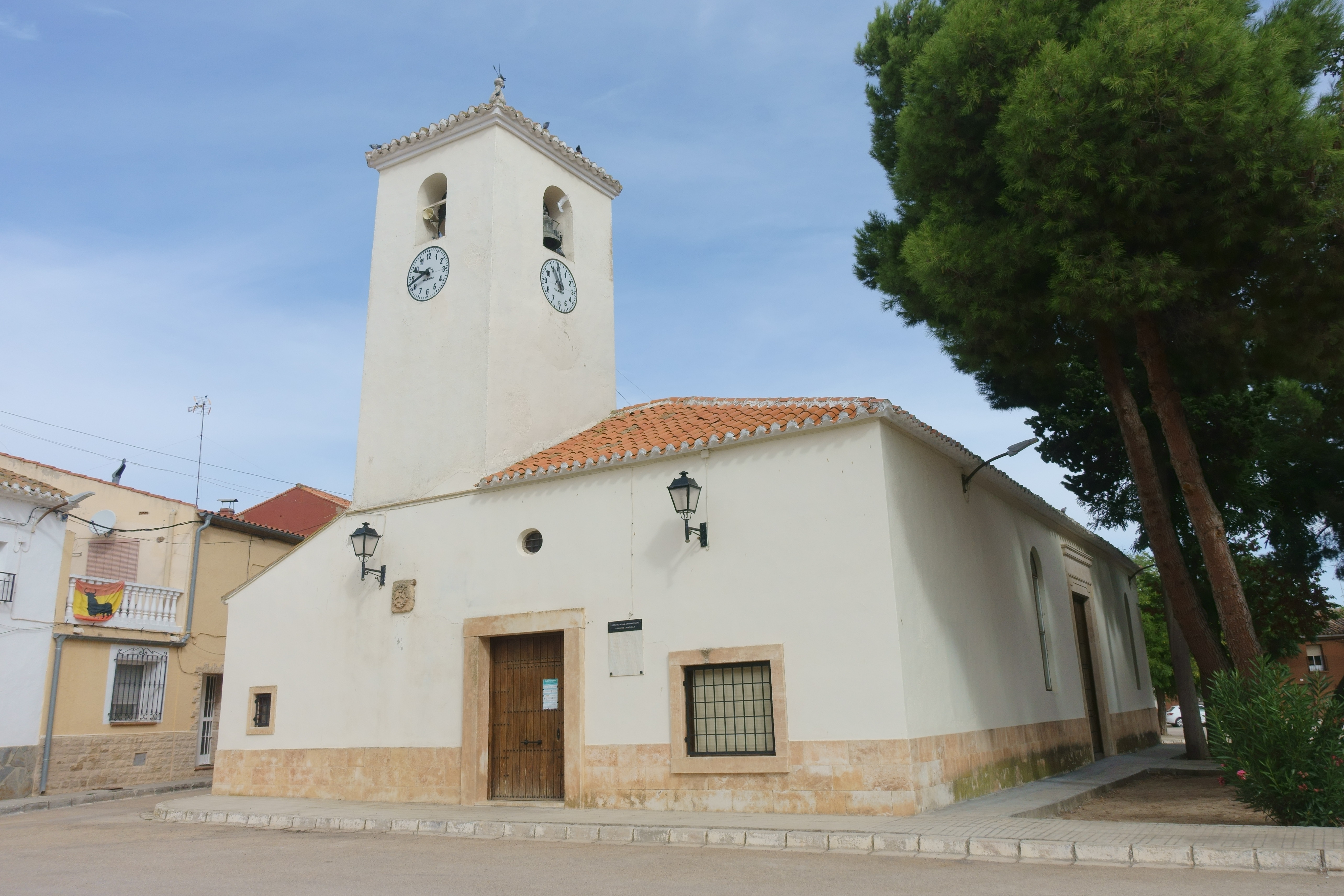
Iglesia de San Antonio Abad

Su patrón es San Antonio Abad, pero las fiestas se celebran el 13 de junio día de San Antonio de Pádua.
Su patrona es Nuestra Señora del Rosario, cuya fiesta es el 7 de octubre, pero siempre se celebra el primer domingo de octubre.

## Gastronomía
El plato típico son los gazpachos manchegos.
- Datos: Q9094131
- Multimedia: Villar de Chinchilla / Q9094131